# Mk 19 (granátomet)
Mk 19 (také Mark 19) je americký automatický granátomet ráže 40 mm. Granáty jsou, podobně jako náboje u kulometu, podávány pásem, který umožňuje teoretickou rychlost střelby až 60 ran za minutu. Zbraň funguje na principu dynamického závěru. Mk 19 lze namontovat a používat na lafetě či na vozidlech, jako například HMMWV, nákladní automobil, FAV, LAV-25 nebo AAV.
Původně byl vyvinut pro hlídkové čluny amerického námořnictva v čase války ve Vietnamu. Verze MOD 3 byla do služby přijata v roce 1983 a je dodnes ve službě.